# Гајтон (Џорџија)
Гајтон (Џорџија) (енгл. Guyton) град је у америчкој савезној држави Џорџија. По попису становништва из 2010. у њему је живело 1.684 становника.

## Демографија
Према попису становништва из 2010. у граду је живело 1.684 становника, што је 767 (83,6%) становника више него 2000. године.
| Група             | 2000.       | 2010.         |
| Белци             | 547 (59,7%) | 1.015 (60,3%) |
| Афроамериканци    | 340 (37,1%) | 601 (35,7%)   |
| Азијати           | 4 (0,4%)    | 6 (0,4%)      |
| Хиспаноамериканци | 12 (1,3%)   | 37 (2,2%)     |
| Укупно            | 917         | 1.684         |